# Ekholm, Ingå
Ekholm är en ö i Finland. Den ligger i Finska viken och i kommunen Ingå i landskapet Nyland, i den södra delen av landet. Ön ligger omkring 64 kilometer väster om Helsingfors.
Öns area är 3,6 hektar och dess största längd är 350 meter i nord-sydlig riktning. Ön höjer sig omkring 20 meter över havsytan.